# Larisa Il'čenko
Larisa Dmitrievna Il'čenko (in russo Лариса Дмитриевна Ильченко?; Volgograd, 18 novembre 1988) è una nuotatrice russa, specializzata nei 5 e nei 10 km di fondo.

## Palmarès
- Giochi olimpici

Pechino 2008: oro nei 10 km.
- Mondiali di nuoto

Montréal 2005: oro nei 5 km.
Melbourne 2007: oro nei 5 km e nei 10 km.
Roma 2009: argento nei 5 km.
- Mondiali in acque libere

Dubai 2004: oro nei 5 km.
Napoli 2006: oro nei 5 km e nei 10 km.
Siviglia 2008: oro nei 5 km e nei 10 km.
- Europei di nuoto

Budapest 2006 bronzo nei 5 km.
- Europei giovanili

Lisbona 2004: argento nella 4x200m sl e bronzo nei 400m sl.

## Riconoscimenti
- LEN Award: 2007, 2008
- Open Water Swimmer of the Year: 2006, 2007, 2008